# Jean IV de Chambes
Jean IV de Chambes, baron, puis comte de Montsoreau (1530-1575), est le fils de Philippe de Chambes, baron de Montsoreau (1500-1574) et d’Anne de Laval, fille de Gilles, baron de Loué.

## Biographie
Jean IV de Chambes hérite du Château de Montsoreau et voit ses terres érigées en baronnie en 1560. Montsoreau est pillé par les protestants en 1568 ; la collégiale Sainte Croix est rasée et les fortifications de la ville sont détruites. Quatre années plus tard, Jean IV de Chambes s'acquitte avec zèle de l'organisation de la « Saint Barthélémy angevine » à Saumur, puis à Angers; sa baronnie de Montsoreau est élevée au rang de comté en 1573. Mais il n'en bénéficie pas longtemps, puisqu'il fut tué le 15 septembre 1575 au retour entre les villages d'Étréchy et d'Ablis sur ordre des prévôts des maréchaux.
Il est un catholique fanatique, chapitré par sa sœur, moniale à l'abbaye de Fontevraud, Maison-mère de l’Ordre de Fontevraud. Il s'est fait remarquer par son allant et par sa cruauté au cours des guerres précédentes et a obtenu en récompense le gouvernement de Saumur.
Le 26 août 1572, deux jours après le massacre de la Saint-Barthélemy, le gouverneur d’Anjou Jean de Léaumont de Puygaillard, lui envoie de Paris l'ordre d'éliminer les Huguenots de Saumur, puis de faire de même à Angers. Le 28 août 1572, Jean de Chambes arrive à Saumur et tue de sa main François Bourneau, lieutenant-général de la ville. Il se rend ensuite à Angers, fait fermer les portes des enceintes puis commença le regroupement de personnalités huguenotes qu'il tue lui-même. Parmi ses victimes angevines, figure Jean Lemaczon dit La Rivière (1534-1572), écuyer, seigneur de Launay à Louvaines, qui, en 1555, jeune étudiant en droit de 22 ans passé par Genève et Lausanne, avait été élu comme premier pasteur de Paris. 
Il combat au siège de Lusignan et à la prise de Fontenay-le-Comte,il a la plus cruelle réputation et sur cent hommes qu'il faisait prisonniers, en gardait douze, dit-on et massacrait le reste.
Impitoyable, Jean de Chambes fait régner la terreur dans la région. L'église réformée de Saumur est presque éliminée. Averti des exactions et violences de son gouverneur, Charles IX finit par le rappeler à l'ordre le 14 septembre 1572.
Jean IV de Chambes n'ayant pas eu d'enfants, le comté de Montsoreau revient à son frère Charles de Chambes, Chambellan et Grand-Veneur de François Duc d'Alençon. 